# Cheick Seynou
Cheick Seynou, född 1967, är en friidrottare från Burkina Faso. Han deltog vid olympiska sommarspelen 1988.